# Windcrest
Windcrest es una ciudad ubicada en el condado de Béxar en el estado estadounidense de Texas. En el Censo de 2010 tenía una población de 5.364 habitantes y una densidad de población de 959,26 personas por km².

## Geografía
Windcrest se encuentra ubicada en las coordenadas 29°30′53″N 98°22′53″O / 29.51472, -98.38139. Según la Oficina del Censo de los Estados Unidos, Windcrest tiene una superficie total de 5.59 km², de la cual 5,58 km² corresponden a tierra firme y (0.23%) 0.01 km² es agua.

## Demografía
Según el censo de 2010, había 5.364 personas residiendo en Windcrest. La densidad de población era de 959,26 hab./km². De los 5364 habitantes, Windcrest estaba compuesto por el 75,58% blancos, el 12,45% eran afroamericanos, el 0,34% eran amerindios, el 4,18% eran asiáticos, el 0,11% eran isleños del Pacífico, el 4,12% eran de otras razas y el 3,23% pertenecían a dos o más razas. Del total de la población el 24,24% eran hispanos o latinos de cualquier raza.

## Educación
El Distrito Escolar Independiente North East sirve a la ciudad. La Escuela Primaria Windcrest en Windcrest, la Escuela Secundaria Ed White en San Antonio, y la Escuela Preparatoria Theodore Roosevelt en San Antonio sirven a la ciudad.

## Localidades vecinas
El diagrama siguiente representa las localidades en un radio de 8 km alrededor de Windcrest.